# Д’Адда, Фердинандо
Фердинандо д’Адда (итал. Ferdinando d’Adda; 1 сентября 1650, Милан, Миланское герцогство — 27 января 1719, Рим, Папская область) — итальянский куриальный кардинал и папский дипломат. Титулярный архиепископ Амасеи с 3 марта 1687 по 13 февраля 1690. Апостольский нунций в Англии с 3 марта 1687 по 13 февраля 1690. Префект Священной Конгрегации обрядов и церемоний с 6 апреля 1714 по 27 января 1719. Префект Священной Конгрегации по делам епископов и монашествующих с 1 августа 1714 по 1 января 1717. Кардинал-священник с 13 февраля 1690, с титулом церкви Сан-Клементе с 10 апреля 1690 по 2 января 1696. Кардинал-священник с титулом церкви Санта-Бальбина со 2 января 1696 по 16 апреля 1714. Кардинал-священник с титулом церкви Сан-Пьетро-ин-Винколи с 16 апреля 1714 по 21 января 1715. Кардинал-епископ Альбано с 21 января 1715.